# Morara
Morara, Marari (Mayrari) ou Tacla Haimanote (Takla Haymanot) foi um negus (rei) e fundador do Reino Zagué.

## Reinado
Segundo uma tradição, Morara nasceu na província de Lasta, que era sua base de poder. Originalmente um general de Dilnaode, cuja filha Maçobá Uarque se tornou sua esposa, derrubou seu sogro para fundar a nova dinastia. James Bruce, por outro lado, apresenta outra tradição de que Dilnaode foi derrubado por Gudite, e que Morara (a quem Bruce chama de "Tacla Haimanote") era primo dela e que a sucedeu depois de vários membros de sua própria família.
Há algum desacordo sobre o tempo exato em que chegou ao trono. Há duas tradições diferentes de quanto durou o poderio zagué: a mais comum afirma que durou 333 anos, enquanto uma menos comum dá 133 anos. O estudioso italiano Carlo Conti Rossini aceitou o período mais curto e, trabalhando com a data aceita de 1270 para o fim dos zagués, afirma que a dinastia começou por volta de 1137. Apoiou essa teoria na negociação registrada entre o patriarca de Alexandria João V (r. 1147–1166) e um negus sem nome, que pediu um novo abuna porque a ocupante à época era velha demais; Conti Rossini argumentou que a verdadeira razão era que o abuna não aceitou tolerar o golpe que resultou na tomada do trono por Morara.